# Попов, Виктор Михайлович
Виктор Михайлович Попов (род. 14 декабря 1949) — российский политический деятель. Депутат Государственной Думы второго созыва (1995—1999).

## Биография
Образование высшее — окончил Воронежский сельскохозяйственный институт имени академика К. Д. Глинки.
Избирался членом Воронежского обкома КПСС, Воронежского областного комитета Коммунистической партии Российской Федерации.
Депутат ГД РФ второго созыва, член комитета ГД по Регламенту и организации работы Государственной Думы.